# المشايخ (الطائف)
المشايخ (بالإنجليزية: Al Mashayikh)‏ هي قرية تقع في محافظة الطائف، في منطقة مكة المكرمة، في غرب المملكة العربية السعودية.

## المناخ
مُناخ المشايخ لا يختلفُ عن مُناخ الطَّائف وهو يَمتَازُ باعتدال الحرارة في الصيف، والبرودة في الشتاء، باستثناء أطرافه الجنوبية التي قد تصل فيها درجة الحرارة إلى درجة التجمد، وأما صحاريه الشمالية والشرقية تزيد فيها درجة الحرارة صيفاً، والأمطار موسمية تكثر في فصل الربيع، والهواء يميل إلى الجفاف، وترتفع نسبة الرياح العاصفة، وتقل في المناطق الجبلية عنه في المناطق الصحراوية.
| البيانات المناخية لـمدينة الطائف  | البيانات المناخية لـمدينة الطائف | البيانات المناخية لـمدينة الطائف | البيانات المناخية لـمدينة الطائف | البيانات المناخية لـمدينة الطائف | البيانات المناخية لـمدينة الطائف | البيانات المناخية لـمدينة الطائف | البيانات المناخية لـمدينة الطائف | البيانات المناخية لـمدينة الطائف | البيانات المناخية لـمدينة الطائف | البيانات المناخية لـمدينة الطائف | البيانات المناخية لـمدينة الطائف | البيانات المناخية لـمدينة الطائف | البيانات المناخية لـمدينة الطائف |
| الشهر                             | يناير                            | فبراير                           | مارس                             | أبريل                            | مايو                             | يونيو                            | يوليو                            | أغسطس                            | سبتمبر                           | أكتوبر                           | نوفمبر                           | ديسمبر                           | المعدل السنوي                    |
| --------------------------------- | -------------------------------- | -------------------------------- | -------------------------------- | -------------------------------- | -------------------------------- | -------------------------------- | -------------------------------- | -------------------------------- | -------------------------------- | -------------------------------- | -------------------------------- | -------------------------------- | -------------------------------- |
| الدرجة القصوى °م (°ف)             | 29.4 (84.9)                      | 32.6 (90.7)                      | 34.0 (93.2)                      | 35.0 (95.0)                      | 38.2 (100.8)                     | 39.0 (102.2)                     | 40.0 (104.0)                     | 39.0 (102.2)                     | 38.0 (100.4)                     | 34.6 (94.3)                      | 30.2 (86.4)                      | 29.2 (84.6)                      | 40.0 (104.0)                     |
| متوسط درجة الحرارة الكبرى °م (°ف) | 21.9 (71.4)                      | 23.7 (74.7)                      | 26.7 (80.1)                      | 28.7 (83.7)                      | 32.3 (90.1)                      | 35.1 (95.2)                      | 34.4 (93.9)                      | 34.3 (93.7)                      | 33.9 (93.0)                      | 29.6 (85.3)                      | 25.4 (77.7)                      | 22.7 (72.9)                      | 29.1 (84.3)                      |
| المتوسط اليومي °م (°ف)            | 15.3 (59.5)                      | 16.6 (61.9)                      | 19.7 (67.5)                      | 21.8 (71.2)                      | 25.5 (77.9)                      | 28.4 (83.1)                      | 28.5 (83.3)                      | 28.2 (82.8)                      | 27.3 (81.1)                      | 22.7 (72.9)                      | 18.6 (65.5)                      | 15.9 (60.6)                      | 22.4 (72.3)                      |
| متوسط درجة الحرارة الصغرى °م (°ف) | 8.4 (47.1)                       | 9.5 (49.1)                       | 12.7 (54.9)                      | 15.1 (59.2)                      | 18.6 (65.5)                      | 21.7 (71.1)                      | 22.9 (73.2)                      | 22.9 (73.2)                      | 20.5 (68.9)                      | 15.5 (59.9)                      | 11.9 (53.4)                      | 9.1 (48.4)                       | 15.7 (60.3)                      |
| أدنى درجة حرارة °م (°ف)           | −1.0 (30.2)                      | 1.0 (33.8)                       | 2.2 (36.0)                       | 4.0 (39.2)                       | 5.6 (42.1)                       | 13.9 (57.0)                      | 13.3 (55.9)                      | 13.3 (55.9)                      | 13.8 (56.8)                      | 8.0 (46.4)                       | 5.0 (41.0)                       | −1.0 (30.2)                      | −1.0 (30.2)                      |
| الهطول مم (إنش)                   | 7.6 (0.30)                       | 4.1 (0.16)                       | 14.8 (0.58)                      | 0.4 (0.02)                       | 30.6 (1.20)                      | 5.3 (0.21)                       | 3.9 (0.15)                       | 5.8 (0.23)                       | 6.8 (0.27)                       | 10.9 (0.43)                      | 21.5 (0.85)                      | 7.3 (0.29)                       | 119 (4.69)                       |
| متوسط الرطوبة النسبية (%)         | 60                               | 52                               | 45                               | 43                               | 36                               | 23                               | 26                               | 28                               | 28                               | 39                               | 55                               | 58                               | 41                               |
| المصدر: NOAA (1961-1990)          |                                  |                                  |                                  |                                  |                                  |                                  |                                  |                                  |                                  |                                  |                                  |                                  |                                  |

## أماكن بالقرب من القرية
هناك العديد من القرى القريبة من المشايخ وهي:
- محافظة الطائف
- الدار البيضاء
- الفيصلية
- الهدا
- الخالدية
- المثناه
- الجربة
- المعشي
- الشارقة
- الصوفية